# Sanlúcar de Guadiana
Sanlúcar de Guadiana és un poble de la província de Huelva (Andalusia), que pertany a la comarca d'El Andévalo.

## Demografia
| 1996 | 1998 | 1999 | 2000 | 2001 | 2002 | 2003 | 2004 | 2005 |
| ---- | ---- | ---- | ---- | ---- | ---- | ---- | ---- | ---- |
| 660  | 648  | 653  | 647  | 668  | 671  | 629  | 627  | 626  |

## Història
Sota la protecció del regne de Taifa de Niebla, alguns grups musulmans es van assentar en aquesta zona, si bé l'origen de la població actual cal situar-lo a mitjan segle xiii, amb la conquesta de Sanç II de Portugal i la construcció d'una fortalesa. Sent terres de reialme, aviat passaren al senyoriu de Gibraleón. Més tard, ja en mans dels Pérez de Guzmán, se li concedeix el títol de Vila, mercè atorgada per Isabel Guzmán de Ledesma.
A mitjan segle xvii, Sanlúcar de Guadiana es fa càrrec del proveïment de la tropa espanyola aquarterada en la frontera amb Portugal, a causa de la Guerra de la Independència d'aquest país. És llavors quan es construïx el fort de San Jerónimo, en 1642, i el castell de San Marcos. Les noves defenses no impedeixen que els portuguesos prenguessin la vila. Al llarg de la seva història la vila ha sofert inundacions a causa del desbordament del riu Guadiana. La més devastadora va tenir lloc en 1823 que gairebé la meitat de les cases va ser destruïda. No obstant això, la seva situació també li ha portat beneficis. Pas obligat en rutes comercials, en el XIX es converteix en un centre des del qual s'exportaven fusta, plom, sabó...